# 그릴 일체식 액티브 에어 플랩
그릴 일체식 액티브 에어 플랩 (영어: Active Air Flap)은 차량 상태와 운행 조건에 따라 그릴 자체를 자동으로 열고 닫을 수 있는 기술이다.

## 상세
2021년 6월 17일, 현대모비스가 공개했다. 기존 라디에이터 그릴을 기반으로 냉각수 온도에 따라 그릴 자체가 움직이도록 진화됐다. 엔진 냉각수 온도가 높으면 에어 플랩을 열어 공기 흡입을 통해 냉각 효율을 높인다. 반대로 온도가 내려가면 에어 플랩을 자동으로 닫아 공기 저항을 줄여 연비와 전비를 높인다.

## 같이 보기
- 현대모비스
- 공기역학
- 온도